# Iluminación en el cine
La técnica de iluminación en el cine es un factor expresivo y funcional que ayuda a crear continuidad e intensidad entre los distintos planos, además aumenta la expresión artística de la imagen. Podemos encontrar usos tanto de iluminación natural como artificial, en los que se emplean proyectores o lámparas. 
El manejo de la luz permite que la cámara sea capaz de captar las imágenes a través del sensor de imagen, ya sea un dispositivo de carga acoplada (CCD) o un CMOS en cámaras de vídeo y películas en cámaras de cine.
Tres de las funciones principales de la iluminación en el cine son: la creación de atmósfera, la claridad visual y la autenticidad en escena. Todo esto se logra mediante el uso preciso y minucioso de la iluminación, a partir de efectos de luz, claroscuros y perfección fotográfica.

“Tanto al filmar como al proyectar una película, la luz hace visible la imagen. Sin luz no hay imagen. Además tiene otra función: la de dar sentido a la imagen mediante el modo en que ilumina el tema y la atmósfera emotiva que genera, haciendo que los seres y objetos aparezcan no sólo bajo su aspecto estético más favorable, sino también con plena coherencia para cada película.”
Jacques Loiseleux

## Historia

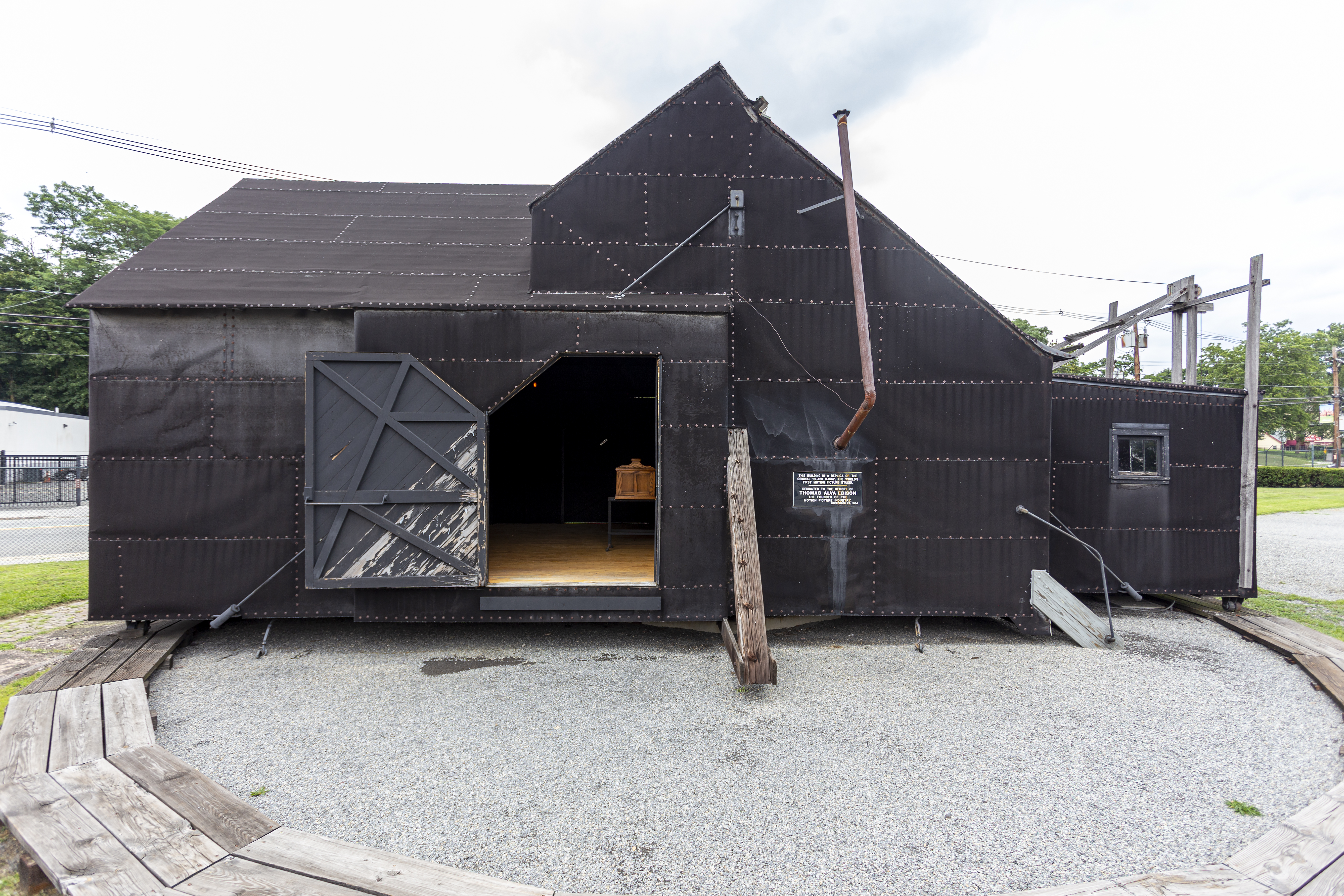
Black María

La historia de la iluminación en el cine comienza en 1890. Transcurre de forma paralela a la historia de la tecnología y el cinematógrafo, nutriéndose de los avances tecnológicos de la época. Al principio las emulsiones fotográficas eran muy poco sensibles a la luz, por lo que se necesitaba filmar en exteriores con la luz del sol.  
En 1893 Thomas Edison desveló su famosa "Black María", una casa giratoria cerca de Nueva Jersey abierta por arriba, la cual tenía la capacidad de girar para mantener su orientación al sol. Es considerada el primer estudio de cine del mundo. 
En 1905 se utilizaron los primeros proyectores de luz artificial, los cuales eran tubos de vapor de mercurio. Posteriormente, en 1927, con la aparición de una película de celuloide sensible a todas las longitudes de onda visibles, se comenzó a utilizar tungsteno. A partir de ese año se produjo una puja entre el tungsteno y el arco de carbón, del que se había reducido el uso con la llegada del sonido por el problema del ruido. 
En 1916 nace el Technicolor, como el primer intento de dejar el blanco y negro en la industria cinematográfica, y reproducir el color en pantalla. En este proceso la imagen formada por el objetivo es dividida en tres películas, creando los diferentes colores y la necesidad del uso de mucha luz. El arco de carbón, por su parte, llegó a su punto máximo y consiguió reducir el ruido. En 1929 Broadway fue la primera película rodada totalmente con tungsteno producida por Universal Pictures, y en 1935 Becky Sharp se convirtió en el primer largometraje filmado entero con este formato.
En 1951 se vuelve a utilizar la luz de tungsteno con la película Technicolor de alta velocidad. En los años 50 aparece la lámpara de cuarzo y, en la década siguiente, la HMI, que gozaba de mayores ventajas gracias a su alto rendimiento en lúmenes por vatio y su equilibrada luz de día. Con el paso del tiempo las lámparas seguirían mejorando, hasta que aparece la de xenón, con la que se filmó Blade Runner en 1982.
Los siguientes avances fueron para mejorar el HMI, la creación de tubos fluorescentes que, junto a los tubos de vídeo, el procesamiento de imagen y la televisión en alta definición, han llevado a su máximo desarrollo el mundo de la iluminación en el cine.[cita requerida]

## Naturaleza u origen de la luz
- Luz natural: Es una luz diurna, proveniente del sol, básica, natural y barata. Pero también tiene un inconveniente, ya que es una luz cambiante, por lo que no es controlable, y hay que saber cómo hacer uso de ella. Sólo hay una fuente de luz y es concreta. El efecto que produce es naturalidad y realismo.
- Luz artificial: Creada mediante proyectores y reflectores, aunque la luz natural también puede servir de refuerzo. Permite tener una luz controlada e ininterrumpida. Cuando dentro del plano aparece una luz artificial (flexo, pantallas, lámparas), se denomina luz funcional o practical lights. La luz artificial tiene un uso efectista y creativo, manipula sombras y haces de luz para generar emociones.[cita requerida]

## Técnica o estética
Al principio, la iluminación solo tenía como papel permitir que la cámara captara las escenas; es decir, jugaba un papel básico. Con el tiempo los cineastas se dieron cuenta de que también tiene una función técnica; es decir, necesita una correcta exposición y un ajuste de la escala de iluminación del sujeto. 
También tiene una función estética, pues con ella es posible crear espacios y atmósferas, resaltar facciones y disimular defectos, función que influye sobre los espectadores.[cita requerida]

## Calidad de la luz
- Dispersión o coherencia:

Esta característica determina si la luz es suave o dura. La luz dura es la emitida directamente desde una fuente, dando una apariencia vigorosa y cortante. Despega al objeto del fondo, destaca las líneas y crea texturas y contorno al sujeto y al objeto. 
Al contrario, la luz suave es más difusa e indirecta, por lo que se utiliza para embellecer, ya que elimina las líneas, sobre todo las de la cara, disimulando defectos. Para representar una luz dura natural se debe usar directamente el sol con el cielo despejado y como fuente artificial un Fresnel enfocado, luz de una lámpara transparente; para la luz suave, lo contrario: día nublado, que el sol no dé directamente y, en cuanto a laartificial, con difusores, gasas, filtros, etcétera.
- Temperatura de color:

Esta se refiere a la predominancia de un color en la escena. Hay dos estándares básicos, 3200 K para lámparas incandescentes de estudio, y 5500 K para lámparas HMI o luz del día. Esto es muy importante, ya que el color juega un papel fundamental en la escena. 
Según el color, ya sea de la iluminación como de las prendas de ropa, se puede saber si es un momento alegre, dramático y por ello se hace la distinción entre colores cálidos y fríos, estos últimos dan la sensación de seriedad, lejanía, dramatismo y por el contrario, los cálidos, proximidad e intensidad.
- Intensidad de la luz:

El control de la intensidad es una variable importante de la producción. Cuanto mayor distancia menor iluminación, por lo que la luz será más difusa y con menos intensidad al igual que si colocamos mallas o filtros.[cita requerida]

## Elementos de la iluminación

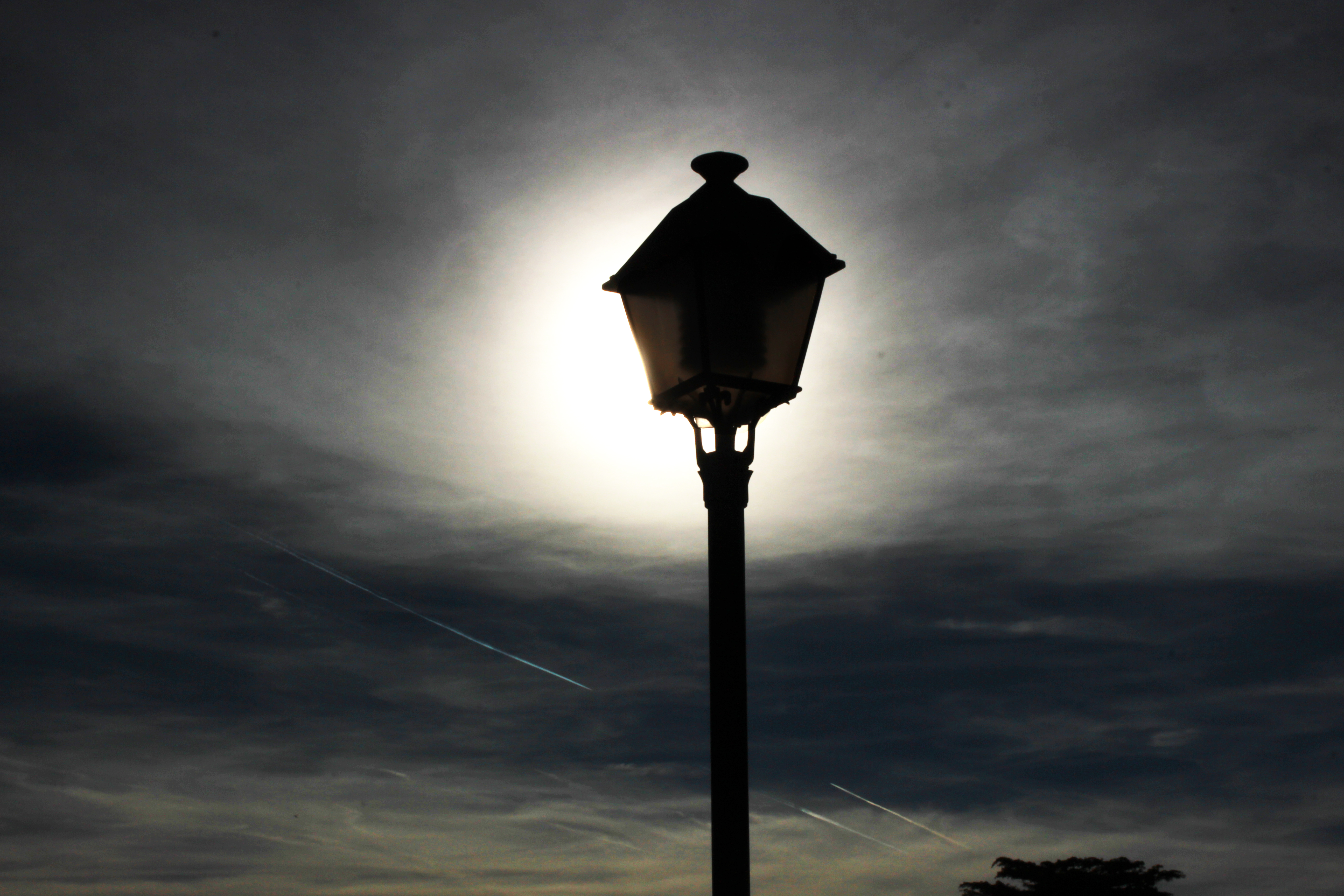
contraluz

- Luz principal o luz de modelaje (Key light): Luz dominante en el sujeto, aunque no es necesario que incida frontalmente, ni sea la más brillante. Es una luz molesta para el sujeto pero corrige imperfecciones y al ser plana reduce el volumen del rostro. Deben estar en un rango entre duro y suave y generalmente son proyectores Fresnel.

- Luz de relleno: Suele acompañar a la luz principal, se usan proyectores con luz difusa como Softlight, pequeños Fresnel o proyectos con filtros para difuminar la luz.

- A contraluz: Se encuentra detrás del sujeto: si está por encima es luz cenital. Esta luz es estilística, y con este recurso se separa al sujeto del fondo y se crea un halo de luz alrededor, con lo que se genera una sensación de volumen.
- Luz de fondo: Luz para iluminar el fondo, agrega profundidad y separación entre los elementos. Se puede utilizar cualquier proyector mientras se cumplan tres condiciones: iluminación uniforme,  luz que no alcance al sujeto central y que se mantenga la intensidad correcta.[cita requerida]

## Esquemas de iluminación
La fotografía es uno de los elementos más importantes a desarrollar dentro de la cinematografía, ya que aparte de generar ambientes, tonos y ayudar al ritmo de la narración, genera una sensación de tridimensionalidad en las imágenes que se ven en la pantalla, sin la cual, ninguna persona podría ver la película.[cita requerida]
Un punto de inicio para una iluminación básica es el triángulo fotográfico, donde se utilizan tres luces:
- Key light, o luz principal: apunta al sujeto u objeto a filmar generando en este una sombra de un lado del rostro.

- Fill light, o luz de relleno: que a veces puede ser sustituida por un simple rebotador para suavizar las sombras generadas en los rostros.
- Background light, o luz de fondo: se utiliza para separar al sujeto del fondo y que la toma no parezca tan plana, con este uso se le da un sentido de dimensión al sujeto; es decir, tenemos la sensación de que está en una localización y dependiendo de la profundidad de campo, podemos percibir si está lejos o cerca de la cámara.[cita requerida]

"La iluminación es uno de los factores más importantes del cine. Le concede tono a la película, a la vez que da a imágenes de dos dimensiones la apariencia de la vida tridimensional."

Para poder lograr esto, generalmente se utiliza un triángulo de fotografía o iluminación de tres puntos, el cual utiliza luz primaria, luz de relleno y luz posterior. Con estos tres se genera profundidad en personas, fondos u objetos, y sombras, por lo tanto, hay un efecto “tridimensional”.[cita requerida]
- La luz primaria generalmente se usa para iluminar al personaje, y es la fuente primaria, ya que es la que simula la luz del sol o alguna fuente emisora.[cita requerida]
- La luz de relleno funciona para difuminar o borrar las sombras duras que genera la primaria, debe posicionarse en un ángulo parecido al de esta, pero no exacto, ya que se simula alguna luz secundaria o reflejos de la luz principal.[cita requerida]
- La luz posterior se usa para separar al sujeto del fondo y generar ese efecto tridimensional que se menciona anteriormente. En algunas ocasiones también es usado para generar un halo para un personaje u objeto específico.[cita requerida]

Para cambiar el tono de una película se puede recurrir a este esquema de iluminación, ya que si se quiere un tono algo más jocoso, por ejemplo, para una comedia, la luz de relleno debe aumentar su brillo, y esto generará ese tono gracias a la fotografía.[cita requerida]
Cuando se filma en exteriores es importante mantener este esquema de iluminación, aún cuando la luz del sol es la fuente de iluminación primaria, podemos hacer uso de algunos réflex o diferentes objetos, para reflejar la luz de este y así no necesitar de grandes cantidades de equipos que pueden elevar enormemente los costos de producción.

## Efectos de iluminación
- Lluvia: Efecto a contraluz.
- Fuego: Luz principal suave con una gelatina de color naranja, para el parpadeo podemos usar una hoja de plata, tambores de espejos o reguladores de luz.
- Luz de luna: Con gelatinas de color azul sobre tungsteno, y rodado de día para evitar sombras prescindir del cielo.